# Kleindier Liefhebbers Nederland

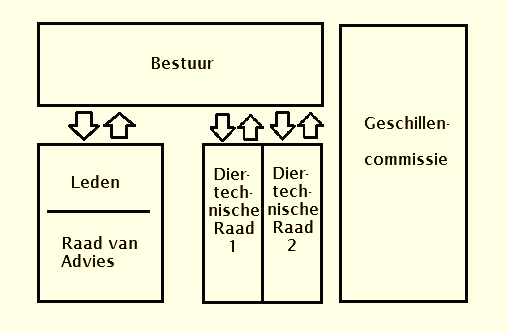
Organigram

De vereniging Kleindier Liefhebbers Nederland, afgekort als KLN, is de overkoepelende bond waarin alle kleindierverenigingen van Nederland vertegenwoordigd zijn. Zij is gevestigd in Utrecht.
De vereniging is in 2009 ontstaan als samenvoeging van de "Nederlandse Bond van Hoender-, Dwerghoender-, sier- en watervogelhouders” (NHDB) en de “Nederlandse Konijnen-, cavia- en knagersliefhebbers Bond” (NKB). In 2015 had zij circa 7600 leden

## Organisatie
De KLN bestaat uit een dagelijks bestuur, een bestuurlijke en een diertechnische pijler. Onafhankelijk van de verschillende secties is een geschillencommissie actief. Op internationaal niveau is de KLN onderdeel van de Entente Européenne d’Aviculture et de Cuniculture, die de activiteiten van kleindierliefhebbers op Europees niveau coördineert.

## Taken
Samengevat zijn de opgaven die de KLN zich heeft gesteld:
- Informatievoorziening over pluimvee en knagende huisdieren
- Het bevorderen van onderzoek op het gebied van deze dieren
- Het behartigen van de belangen van de kleindierenteelt bij de overheden, zowel nationaal alsook internationaal
- De vertegenwoordiging der Nederlandse kleindierfokkers bij de Entente Européenne d’Aviculture et de Cuniculture en zusterorganisaties in de buitenland
- Het bevorderen van kleindierverenigingen en hun onderlinge samenwerking
- De coördinatie en opleiding van keurmeesters
- De vaststellung en publicatie van rassenstandaards
- Het tegengaan van epidemieën door de coördinatie van inentingen[3]

## Kleindier Magazine
Sinds 2005 publiceert Kleindier Liefhebbers Nederland tezamen met de Nederlandse Bond van Sierduivenliefhebbers-verenigingen (NBS) het maandblad Kleindier Magazine. Het is de voortzetting van het sinds 1886 bestaande "Nederlandsche Avicultura" (later "koninklijke Avicultura") en het tijdschrift "Fokkersbelangen". Het tijdschrift fungeert als officieel bondsorgaan van de beide verenigingen en richt zich zowel op Nederlandse alsmede op Vlaamse fokkers.

## Weblink
- De homepage van de KLN: kleindierliefhebbers.nl
- Kleindiermagazine.nl